# Jakob Hlasek
Jakob Hlasek (nato Jakub Hlásek; Praga, 12 novembre 1964) è un ex tennista cecoslovacco naturalizzato svizzero.

## Carriera
Il successo più importante della sua carriera è la vittoria in doppio al Roland Garros 1992, ottenuta in coppia con Marc Rosset. In questa disciplina ha vinto altri diciannove titoli, tra cui spiccano l'ATP Tour World Championships 1990, Stoccolma e Roma. In singolare ha vinto cinque titoli su sedici finali, mentre negli Slam è avanzato fino ai quarti di finale dell'Open di Francia 1991, venendo sconfitto da Andre Agassi.
Ha giocato settantanove incontri in Coppa Davis con la squadra svizzera, vincendone quarantanove e contribuendo al raggiungimento della finale nel 1992. Sempre nel 1992 ha preso parte alle Olimpiadi, dove è uscito al terzo turno in singolare e ai quarti di finale in doppio.
In singolare gioca il suo primo match a livello ATP al torneo di Colonia del 1982, perdendo contro l'americano Curren. L'anno successivo raggiunge il terzo turno a Wimbledon, mentre i quarti di finale ottenuti a Milano nel 1984 lo proiettano per la prima volta nei primi cento in classifica. Nel 1985 raggiunge la semifinale all'ATP di Melbourne, a Milano e a Hong Kong, e la finale a Rotterdam, entrando a fine anno tra i primi cinquanta. Con i quarti ottenuti a Filadelfia nel 1986 entra nei primi trenta, mentre a Hilversum a luglio gioca sulla terra, la sua peggior superficie, la seconda finale ATP perdendola contro Thomas Muster. Nel 1987 ottiene i quarti di finale a Filadelfia, Indian Wells, Bruxelles, Milano, Stoccarda e Johannesburg, il 4t a Wimbledon, il 3t agli Us Open, la semifinale a Tolosa e Wembley.
Il 1988 è la sua miglior stagione in singolare, nonostante un inizio non positivo con la sconfitta al primo turno agli Australian Open e un infortunio che lo tiene fermo fino a maggio. Al Roland Garros passa due turni, perdendo da Yannick Noah, a Wimbleden perde al secondo turno mentre a Gstaad, ottiene la terza finale in carriera perdendo anche questa contro l'australiano Cahill. Raggiunge successivamente i quarti a Cincinnati e il quarto turno agli Us Open. All'inizio della stagione indoor è ancora n.27 in classifica, ma una serie di eccellenti risultati lo portano in top 10. Nel torneo di casa di Basilea batte Jimmy Connors e perde la quarta finale in carriera contro Stefan Edberg. È in semifinale a Tolosa la settimana successiva, dove Connors si prende la rivincita, e a Parigi Bercy, dove ottiene lo scalpo di John McEnroe. L'incantesimo si spezza finalmente a Wembley, dove sconfigge nei quarti Mansdorf (che lo aveva battuto a Bercy), in semifinale Henri Leconte e in finale Jonas Svensson 7-5 al quinto set. Si ripete a Johannesburg, dove sconfigge negli ultimi due atti Brad Gilbert e il giocatore di casa Van Rensburg in quattro parziali. Gioca ancora una finale a Bruxelles, dove cede a Leconte. Questa serie impressionanti di risultati gli consentono di acciuffare l'ottavo e ultimo posto per il Masters di fine anno, giocato a New York. Vince il girone battendo Tim Mayotte, Ivan Lendl e Andre Agassi, prima di cedere in semifinale per 7-6 7-6 a Boris Becker. Lo score da Basilea in poi parla di 27 vittorie e cinque sconfitte.
Il 1989 non è invece così prolifico, nonostante l'ottimo inizio con il terzo successo in carriera a Rotterdam e la finale a Lione, risultati che gli consentono di ritoccare il best ranking al n. 7 del mondo. In primavera raggiunge il quarto turno a Key Biscayne e al Roland Garros ma è costretto a saltare diversi tornei tra luglio e ottobre. Ritorna in campo a Basilea per difendere i tanti punti in scadenza: l'unico risultato rilevanti tuttavia è il quarto di finale giocato a Bercy e a fine anno scende al n.27.
Nel 1990 perde contro Mayotte nei quarti a Milano e contro Svensson in semifinale a Rotterdam. A Key Biscayne cede nei quarti a Edberg mentre ottiene poco sia sulla terra che sull'erba. Sceso al n.47 ATP va in semifinale agli Open del Canada, i quarti a Cincinnati e il terzo turno agli Us Open, fermato dal futuro vincitore del torneo Pete Sampras. Nel finale di stagione ottiene i quarti a Tokyo indoor e Parigi Bercy, dove mette in fila Mats Wilander, John McEnroe in un match controverso e Goran Ivanisevic. Chiude ancora meglio l'annata vincendo a Wembley il quarto torneo in carriera, battendo in finale Michael Chang.
Nel 1991 il primo risultato importante è a Milano, dove perde in semifinale. Fuori ai quarti Bruxelles e a Rotterdam e in semifinale a Copenhaghen, risultati che lo confermano senza problemi tra i primi 20. Al Roland Garros ottiene il suo miglior risultato in carriera negli Slam, cedendo solo ai quarti ad Agassi, dopo avere battuto Emilio Sanchez, recente vincitore di Roma. Raggiunge poi la semifinale a Rosmalen, i quarti in Canada e a Indianapolis e il tezo turno agli Us Open. A Basilea si aggiudica finalmente un torneo di casa battendo in semifinale Aleksandr Volkov per 6-7 7-6 7-6 nella rivincita dalla semifinale di Milano, e in finale nettamente John McEnroe per 7-6 6-0 6-3. Un'altra finale la gioca invece a Mosca, perdendola in rimonta contro Andrei Cherkasov. Partecipa anche alla seconda edizione della Grand Slam Cup, dove batte Connors e perde contro Lendl.
Nel 1992 si registra un calo in classifica, nonostante non manchino risultati di rilievo. In particolare a Indian Wells e Key Biscayne raggiunge rispettivamente i quarti e la semifinale, battendo Pete Sampras nel primo. A Wimbledon vince un lottatissimo match contro Petr Korda, n. 6 ATP, per 16-14 al quinto set, perdendo al terzo turno sempre al quinto set contro il tedesco Saceanu. Perde poi contro Ivanisevic nel torneo olimpico e da Edberg agli Us Open ed esce dai primi 40 del mondo, dopo lo scarto dei punti di Basilea. Gioca bene a fine anno andando in semifinale a Parigi Bercy e a Mosca. L'annata è caratterizzata dalla bella cavalcata in Coppa Davis dove insieme a Marc Rosset, trascina la Svizzera fino alla finale, persa per 3-1 contro gli Stati Uniti di Sampras, Agassi, Courier e McEnroe.
Il 1993 lo vede saltare la trasferta australiana, che mai gli ha dato troppe soddisfazioni, e giocare direttamente negli indoor europei. Arriva in semifinale a Marsiglia, sconfitto dal connazionale Rosset dopo avere battuto Sergi Bruguera. Inanella poi una serie negativa di risultati vincendo due partite di fila solo a Wimbledon, Washington e Montreal fino alla semifinale di Lione. Chiude l'anno al n. 71.
Il 94 è ugualmente negativo. Si segnalano la semifinale a Sun City, i quarti a Madrid e Halle e il terzo turno a Wimbledon. Chiude al n. 70 ATP.
Nel 1995 gioca le ultime due finali ATP: una a Gstaad, dove, arrivatoci da ormai n. 124 del mondo, batte giocatori come Corretja, Rios e Rosset e perde contro Kafel'nikov. L'altra a Bordeaux dove batte Goran Ivanisevic e Jason Stoltenberg ma perde a sorpresa contro il senegalese Doumbia. Raggiunge anche la semifinale a Los Angeles e i quarti a Parigi Bercy risalendo al n. 35 ATP.
Il 1996 è l'ultima stagione nel circuito. Gioca il miglior tennis negli Slam, arrivando al quarto turno sia a Wimbledon che agli Us Open e il terzo turno al Roland Garros. Ottiene poco negli altri eventi dell'anno, ma le buoni prestazioni Slam gli consentono di giocare per la seconda volta la Grand Slam Cup dove batte il n. 21 del mondo Cedric Pioline, perdendo poi contro Becker l'ultimo match della carriera. Si ritira da n. 74 del mondo a 32 anni.

## Statistiche

### Singolare

#### Vittorie (5)
| N. | Data              | Torneo                            | Superficie     | Avversario           | Punteggio               |
| 1. | 14 novembre 1988  | Wembley Championship, Wembley     | Sintetico      | Jonas Svensson       | 6–7, 3–6, 6–4, 6–0, 7–5 |
| 2. | 21 novembre 1988  | SA Tennis Open, Johannesburg      | Cemento indoor | Christo van Rensburg | 6–7, 6–4, 6–1, 7–6      |
| 3. | 13 febbraio 1989  | ATP Rotterdam, Rotterdam          | Sintetico      | Anders Järryd        | 6–1, 7–5                |
| 4. | 12 novembre 1990  | Wembley Championship, Wembley (2) | Sintetico      | Michael Chang        | 7–6, 6–3                |
| 5. | 30 settembre 1991 | Swiss Indoors, Basilea            | Cemento indoor | John McEnroe         | 7–6, 6–0, 6–3           |

#### Finali perse (9)
| N. | Data              | Torneo                              | Superficie  | Avversario          | Punteggio           |
| 1. | 25 marzo 1985     | ATP Rotterdam, Rotterdam            | Sintetico   | Miloslav Mečíř      | 1–6, 2–6            |
| 2. | 4 agosto 1986     | Dutch Open, Hilversum               | Terra rossa | Thomas Muster       | 1–6, 3–6, 3–6       |
| 3. | 11 luglio 1988    | Swiss Indoors, Gstaad               | Terra rossa | Darren Cahill       | 3–6, 4–6, 6(2)–7    |
| 4. | 10 ottobre 1988   | Swiss Indoors, Basilea              | Cemento (i) | Stefan Edberg       | 5–7, 3–6, 6–3, 2–6  |
| 5. | 28 novembre 1988  | Brussels Indoor, Bruxelles          | Sintetico   | Henri Leconte       | 6(3)–7, 6(6)–7, 4–6 |
| 6. | 27 febbraio 1989  | Grand Prix de Tennis de Lyon, Lione | Sintetico   | John McEnroe        | 3–6, 6(3)–7         |
| 7. | 11 novembre 1991  | Kremlin Cup, Mosca                  | Sintetico   | Andrej Čerkasov     | 6(2)–7, 6–3, 6(5)–7 |
| 8. | 17 luglio 1995    | Swiss Indoors, Gstaad (2)           | Terra rossa | Evgenij Kafel'nikov | 3–6, 4–6, 6–3, 3–6  |
| 9. | 18 settembre 1995 | ATP Bordeaux, Bordeaux              | Cemento     | Yahiya Doumbia      | 4–6, 4–6            |

### Doppio

#### Vittorie (20)
| N.  | Data              | Torneo                                   | Superficie  | Compagno            | Avversari                            | Punteggio          |
| 1.  | 14 ottobre 1985   | Grand Prix de Tennis de Toulouse, Tolosa | Cemento (i) | Ricardo Acuña       | Pavel Složil Tomáš Šmíd              | 3–6, 6–2, 9–7      |
| 2.  | 21 aprile 1986    | ATP Nizza, Nizza                         | Terra rossa | Pavel Složil        | Gary Donnelly Colin Dowdeswell       | 6–3, 4–6, 11–9     |
| 3.  | 9 novembre 1987   | Paris Masters, Parigi                    | Sintetico   | Claudio Mezzadri    | Scott Davis David Pate               | 7–6, 6–2           |
| 4.  | 10 ottobre 1988   | Swiss Indoors, Basilea                   | Cemento (i) | Tomáš Šmíd          | Jeremy Bates Peter Lundgren          | 6–3, 6–1           |
| 5.  | 20 febbraio 1989  | Milan Indoor, Milano                     | Sintetico   | John McEnroe        | Heinz Günthardt Balázs Taróczy       | 6–3, 6–4           |
| 6.  | 20 marzo 1989     | Indian Wells Masters, Indian Wells       | Cemento     | Boris Becker        | Kevin Curren David Pate              | 7–6, 7–5           |
| 7.  | 3 aprile 1989     | Miami Masters, Miami                     | Cemento     | Anders Järryd       | Jim Grabb Patrick McEnroe            | 6–3, rit.          |
| 8.  | 13 novembre 1989  | Wembley Championship, Wembley            | Sintetico   | John McEnroe        | Jeremy Bates Kevin Curren            | 6–1, 7–6           |
| 9.  | 26 febbraio 1990  | Stuttgart Masters, Stoccarda             | Sintetico   | Guy Forget          | Michael Mortensen Tom Nijssen        | 6–3, 6–2           |
| 10. | 18 giugno 1990    | Ordina Open, Rosmalen                    | Erba        | Michael Stich       | Jim Grabb Patrick McEnroe            | 7–6, 6–3           |
| 11. | 27 agosto 1990    | Pilot Pen Tennis, Long Island            | Cemento     | Guy Forget          | Udo Riglewski Michael Stich          | 2–6, 6–3, 6–4      |
| 12. | 15 ottobre 1990   | Tokyo Indoor, Tokyo                      | Sintetico   | Guy Forget          | Scott Davis David Pate               | 7–6, 7–5           |
| 13. | 29 ottobre 1990   | Stockholm Open, Stoccolma                | Sintetico   | Guy Forget          | John Fitzgerald Anders Järryd        | 6–4, 6–2           |
| 14. | 25 novembre 1990  | Tennis Masters Cup, Sanctuary Cove       | Cemento     | Guy Forget          | Emilio Sánchez Sergio Casal          | 6–4, 7–6, 5–7, 6–4 |
| 15. | 30 settembre 1991 | Swiss Indoors, Basilea (2)               | Cemento (i) | Patrick McEnroe     | Petr Korda John McEnroe              | 3–6, 7–6, 7–6      |
| 16. | 18 maggio 1992    | Internazionali d'Italia, Roma            | Terra rossa | Marc Rosset         | Wayne Ferreira Mark Kratzmann        | 6–4, 3–6, 6–1      |
| 17. | 8 giugno 1992     | Open di Francia, Parigi                  | Terra rossa | Marc Rosset         | David Adams Andrej Ol'chovskij       | 7–6, 6–7, 7–5      |
| 18. | 26 ottobre 1992   | Open Sud de France, Lione                | Sintetico   | Marc Rosset         | Neil Broad Stefan Kruger             | 6–1, 6–3           |
| 19. | 24 ottobre 1994   | Open Sud de France, Lione (2)            | Sintetico   | Evgenij Kafel'nikov | Martin Damm Patrick Rafter           | 6–7, 7–6, 7–6      |
| 20. | 23 ottobre 1995   | Open Sud de France, Lione (3)            | Sintetico   | Yevgeny Kafelnikov  | John-Laffnie de Jager Wayne Ferreira | 6–3, 6–3           |

#### Finali perse (15)
| N.  | Data              | Torneo                                     | Superficie  | Compagno               | Avversari                        | Punteggio     |
| 1.  | 17 settembre 1984 | Tel Aviv Open, Tel Aviv                    | Cemento     | Colin Dowdeswell       | Peter Doohan Brian Levine        | 3–6, 4–6      |
| 2.  | 25 novembre 1985  | Hong Kong Open, Hong Kong                  | Cemento     | Tomáš Šmíd             | Brad Drewett Kim Warwick         | 3–6, 6–4, 2–6 |
| 3.  | 13 ottobre 1986   | Grand Prix de Tennis de Toulouse, Tolosa   | Cemento (i) | Pavel Složil           | Miloslav Mečíř Tomáš Šmíd        | 2–6, 6–3, 4–6 |
| 4.  | 27 febbraio 1989  | Open Sud de France, Lione                  | Sintetico   | John McEnroe           | Eric Jelen Michael Mortensen     | 2–6, 6–3, 3–6 |
| 5.  | 6 novembre 1989   | BNP Paribas Masters, Parigi                | Sintetico   | Éric Winogradsky       | John Fitzgerald Anders Järryd    | 6–7, 4–6      |
| 6.  | 15 luglio 1991    | Crédit Agricole Suisse Open Gstaad, Gstaad | Terra rossa | Guy Forget             | Gary Muller Danie Visser         | 6–7, 4–6      |
| 7.  | 21 ottobre 1991   | Vienna Open, Vienna                        | Sintetico   | Patrick McEnroe        | Anders Järryd Gary Muller        | 4–6, 5–7      |
| 8.  | 17 febbraio 1992  | Brussels Indoor, Bruxelles                 | Sintetico   | Guy Forget             | Boris Becker John McEnroe        | 3–6, 2–6      |
| 9.  | 2 maggio 1994     | Madrid Tennis Grand Prix, Madrid           | Terra rossa | Jean-Philippe Fleurian | Rikard Bergh Menno Oosting       | 3–6, 4–6      |
| 10. | 25 luglio 1994    | Citi Open, Washington                      | Cemento     | Jonas Björkman         | Grant Connell Patrick Galbraith  | 4–6, 6–4, 3–6 |
| 11. | 27 marzo 1995     | St. Petersburg Open, San Pietroburgo       | Sintetico   | Yevgeny Kafelnikov     | Martin Damm Anders Järryd        | 4–6, 2–6      |
| 12. | 16 ottobre 1995   | Tokyo Indoor, Tokyo                        | Sintetico   | Patrick McEnroe        | Jacco Eltingh Paul Haarhuis      | 6–7, 4–6      |
| 13. | 4 marzo 1996      | Milan Indoor, Milano                       | Sintetico   | Guy Forget             | Andrea Gaudenzi Goran Ivanišević | 4–6, 5–7      |
| 14. | 13 maggio 1996    | Hamburg Masters, Amburgo                   | Terra rossa | Guy Forget             | Mark Knowles Daniel Nestor       | 2–6, 4–6      |
| 15. | 10 giugno 1996    | Open di Francia, Parigi                    | Terra rossa | Guy Forget             | Yevgeny Kafelnikov Daniel Vacek  | 2–6, 3–6      |